# Artesonraju
Artesonraju je hora v peruánském pohoří Cordillera Blanca, vysoká 6 025 metrů. Nachází se nedaleko města Caraz v národním parku Huascarán, který je součástí světového dědictví. Má tvar pravidelné pyramidy se sklonem stěn přes 60°, která je celoročně pokryta sněhem a je pokládána za předobraz hory v logu společnosti Paramount Pictures.
Horu poprvé zdolali 19. srpna 1932 Němci Erwin Schneider a Erwin Hein. Na vrchol vedou čtyři cesty, nejnáročnější z nich má stupeň obtížnosti TD. Na svazích hory je časté nebezpečí lavin.